# 雷根斯堡大学
雷根斯堡大学（英語：University of Regensburg）是一所位于德国巴伐利亚第四大城市雷根斯堡的公立大学。

## 历史
1487年巴伐利亞公爵阿尔布雷希特四世联合雷根斯堡市政厅向罗马主教依諾增爵八世申请建造一所大学。后因经济问题被拒绝。
1562年克罗地亚神学家伊利里库斯·弗拉齐乌斯再次呼吁在雷根斯堡建造一所大学，以便宗教改革能够更快传播至斯拉夫人国家。
1633年再次被提及，还是被神圣罗马帝国皇帝斐迪南二世军队带来的命令否决。
第二次世界大战结束后，1948年一批来自巴伐利亚东部地区的学者呼吁建立大学，1962年最终获批。
1965年11月20日举行正式破土奠基仪式，1967年冬季正式开学。

## 画廊

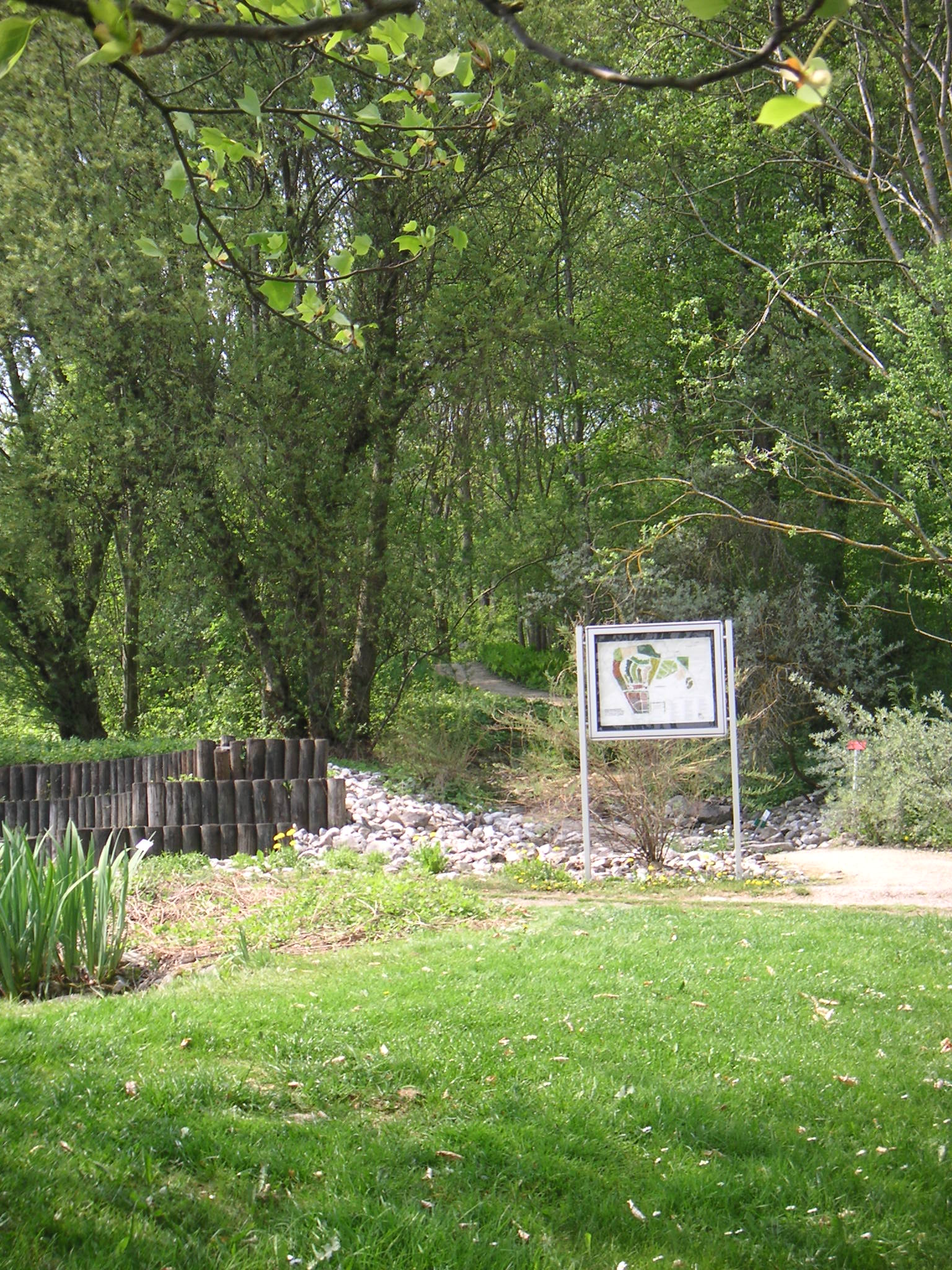
雷根斯堡大学植物园
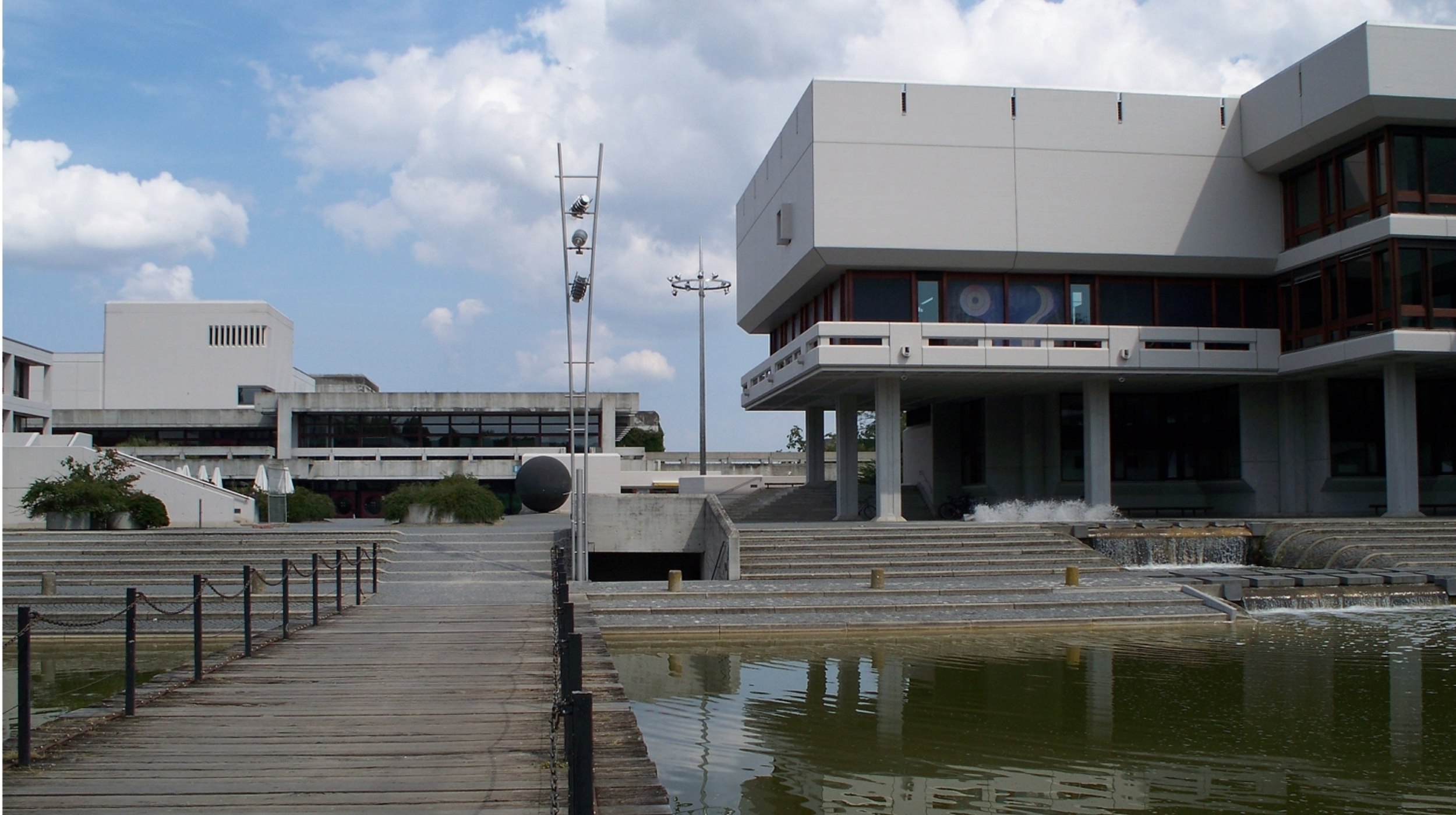
2009年的校园
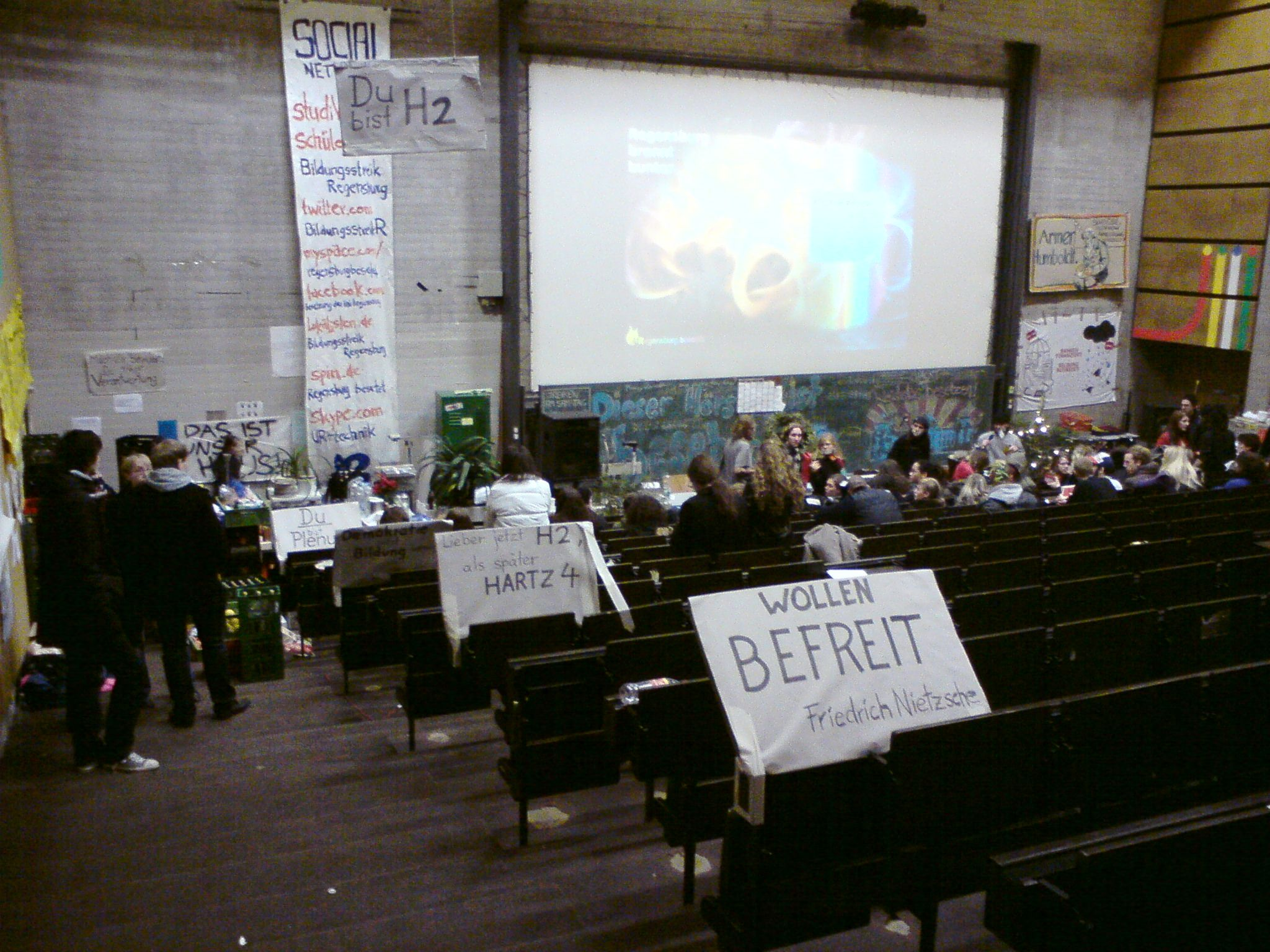
2009年12月学生游行
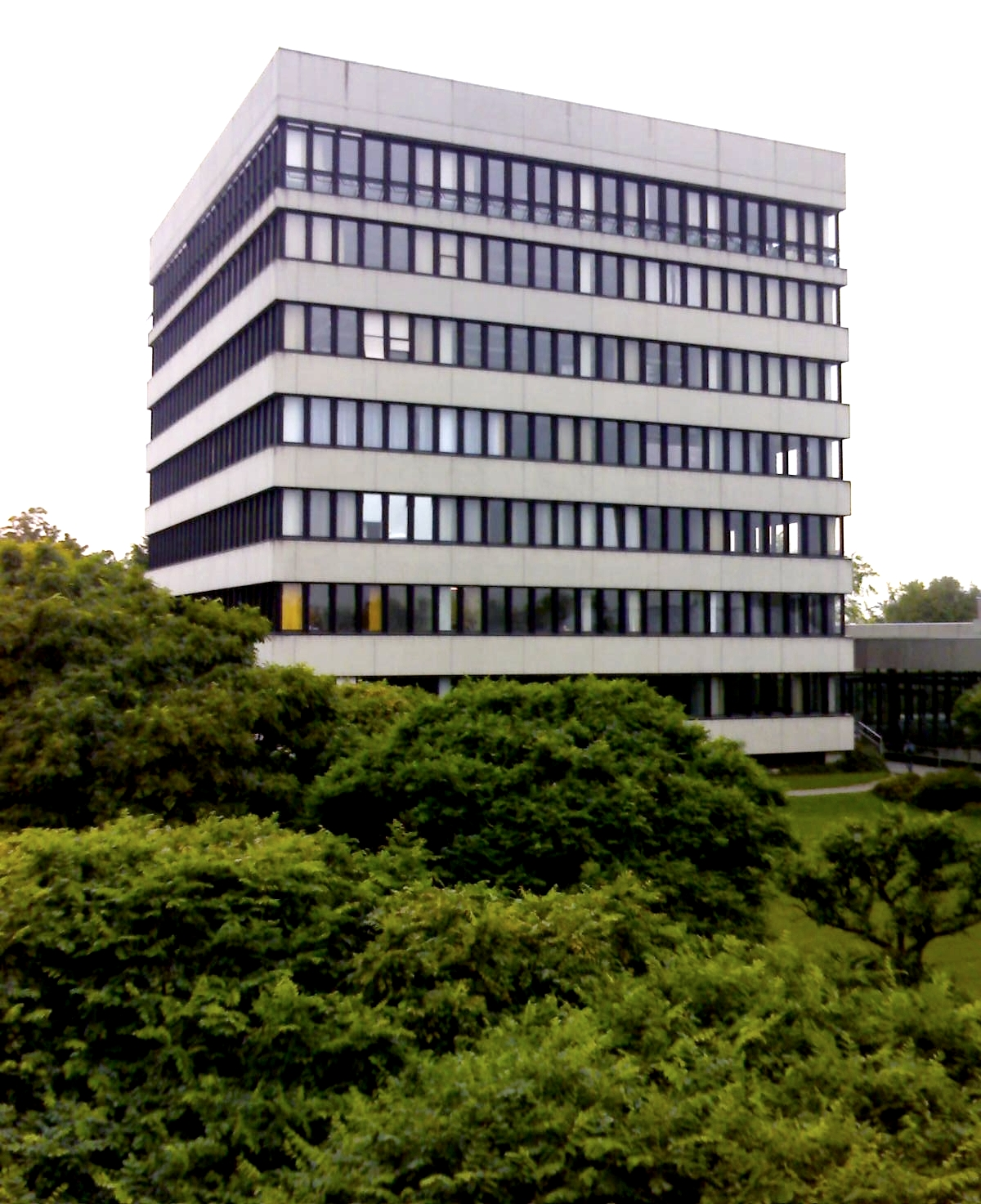
老教学楼
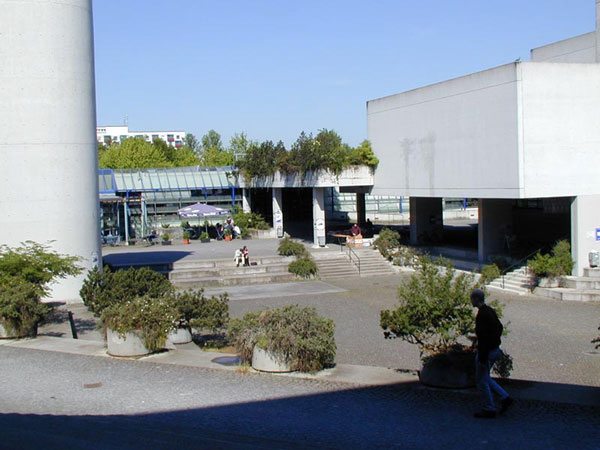
食堂
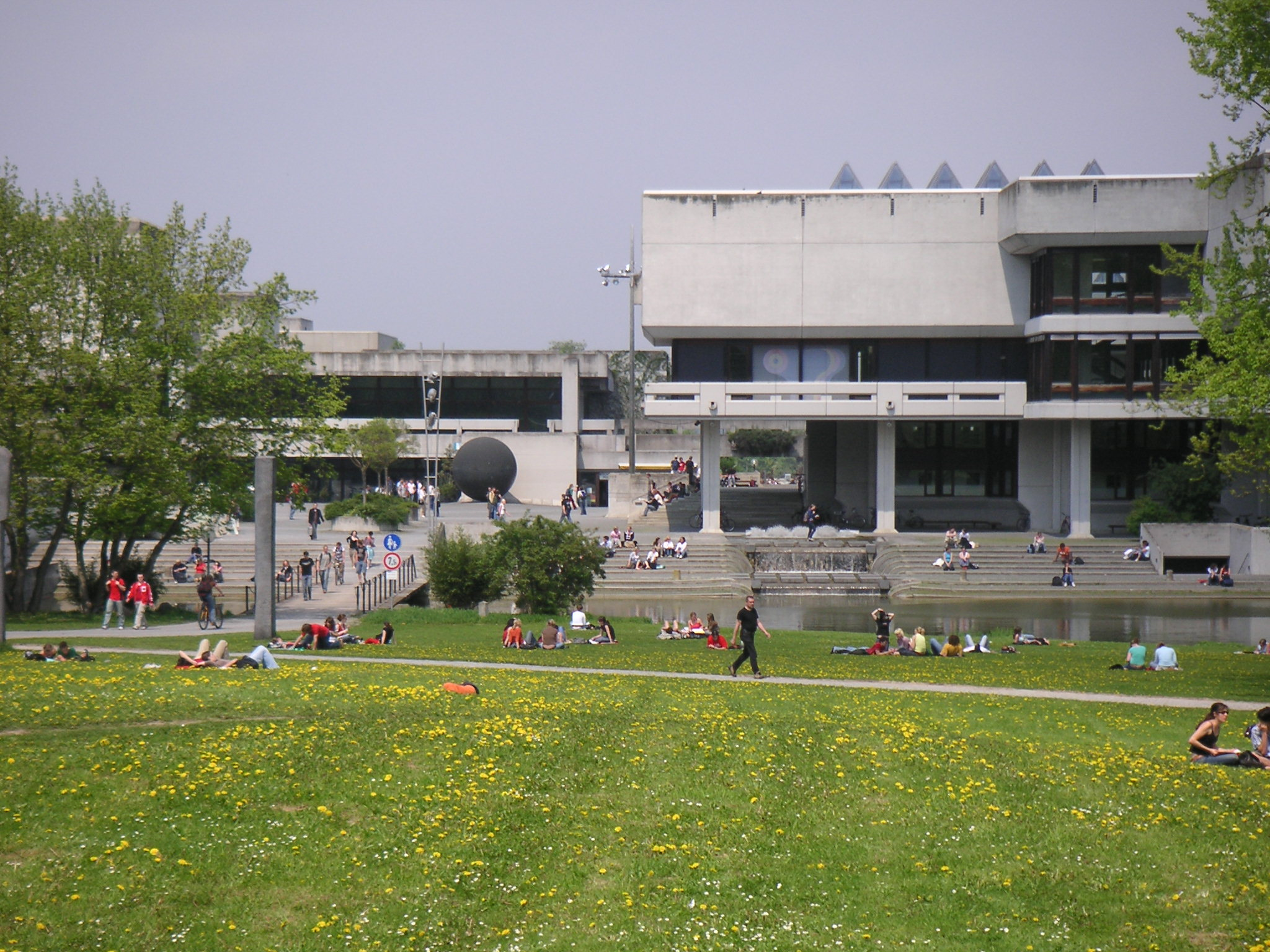
图书馆
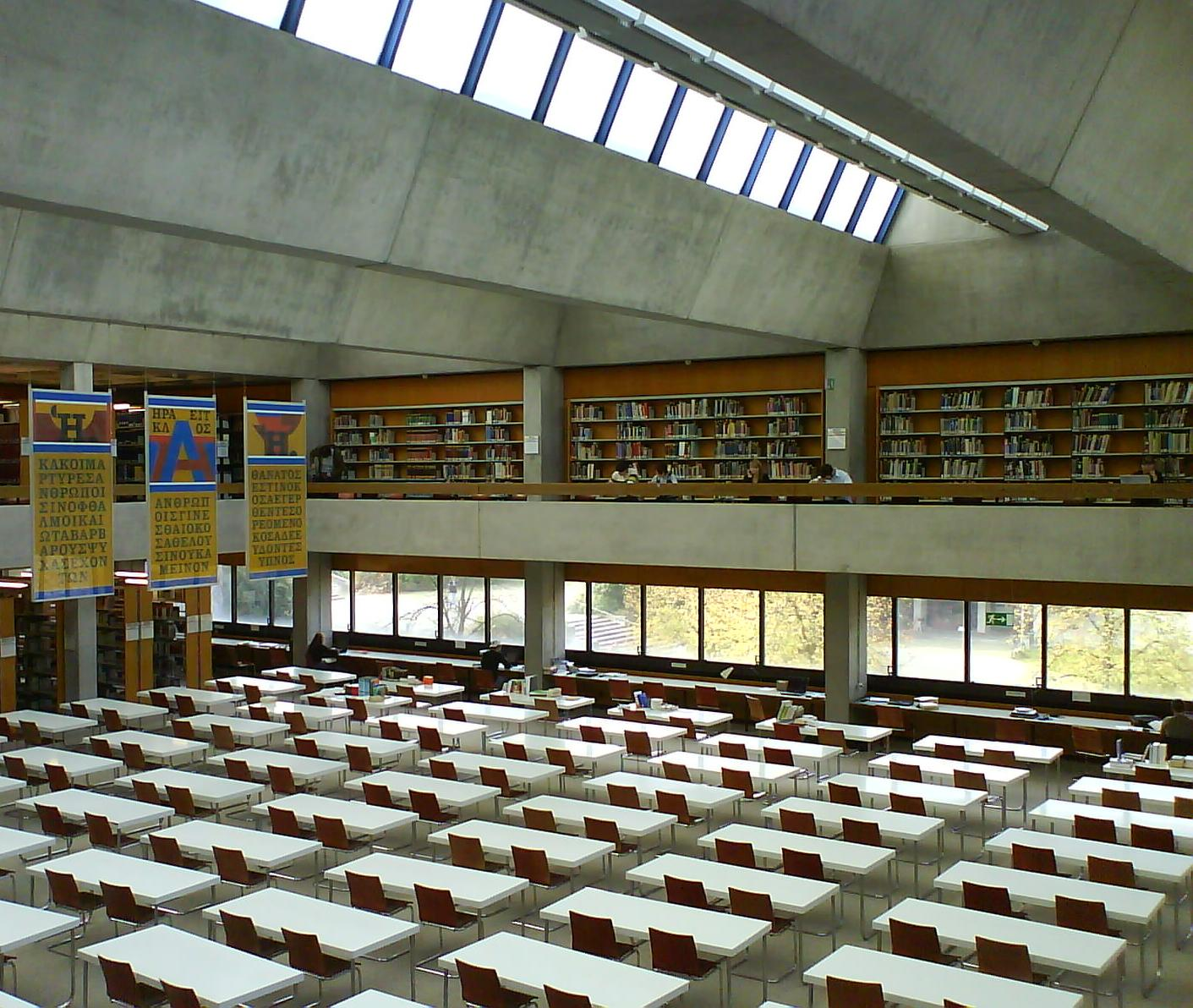
哲学图书馆
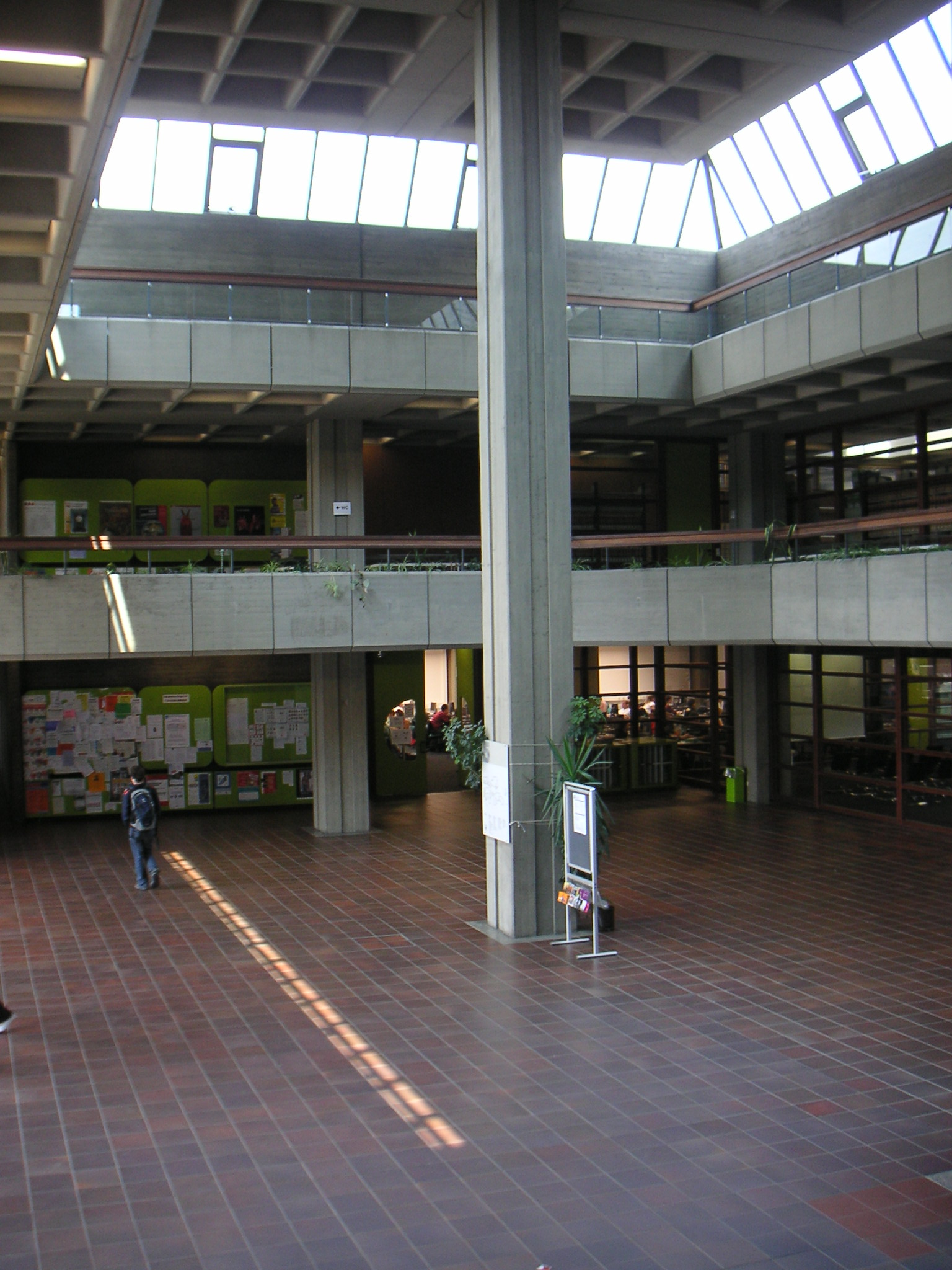
图书馆
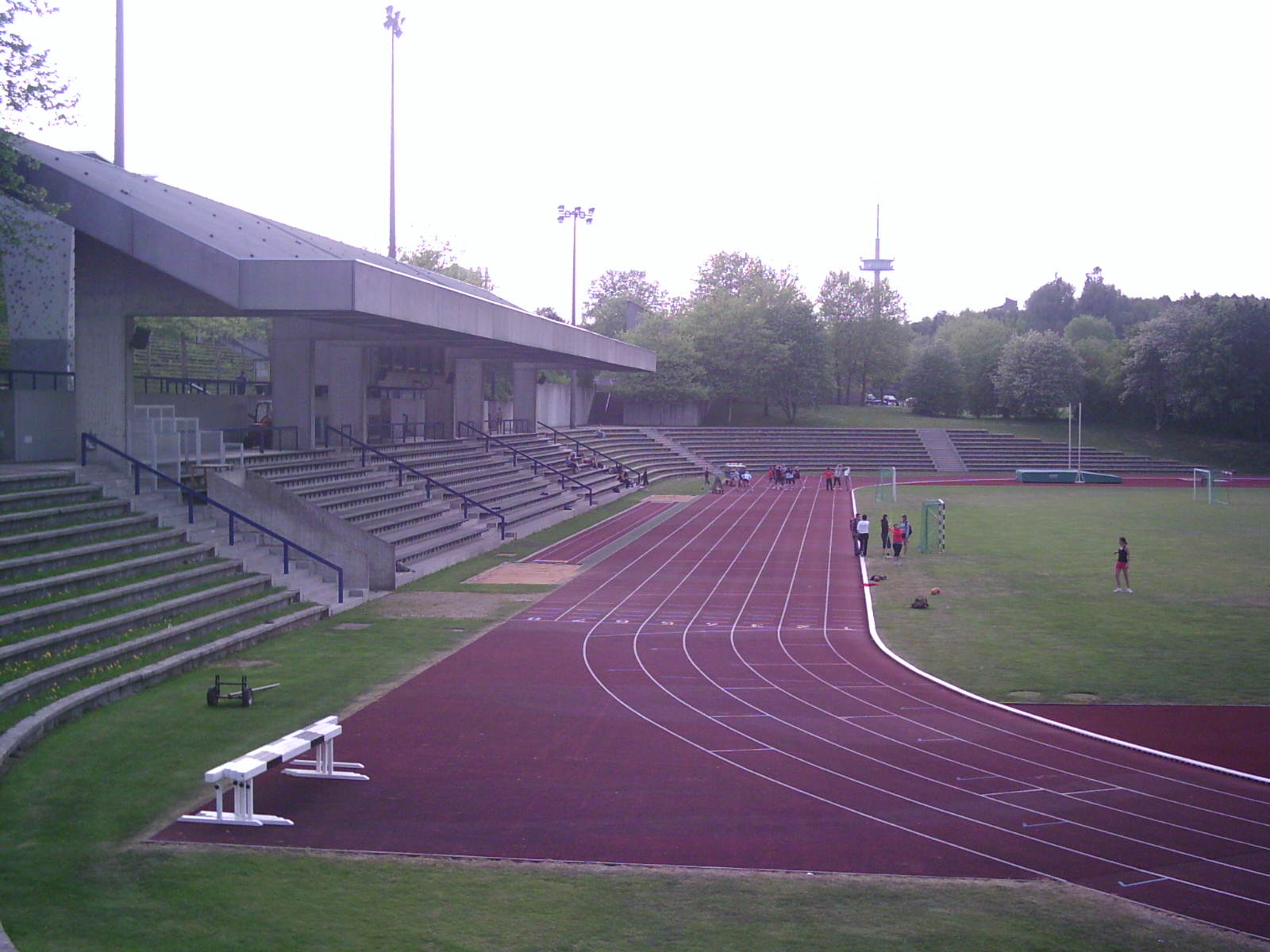
运动场
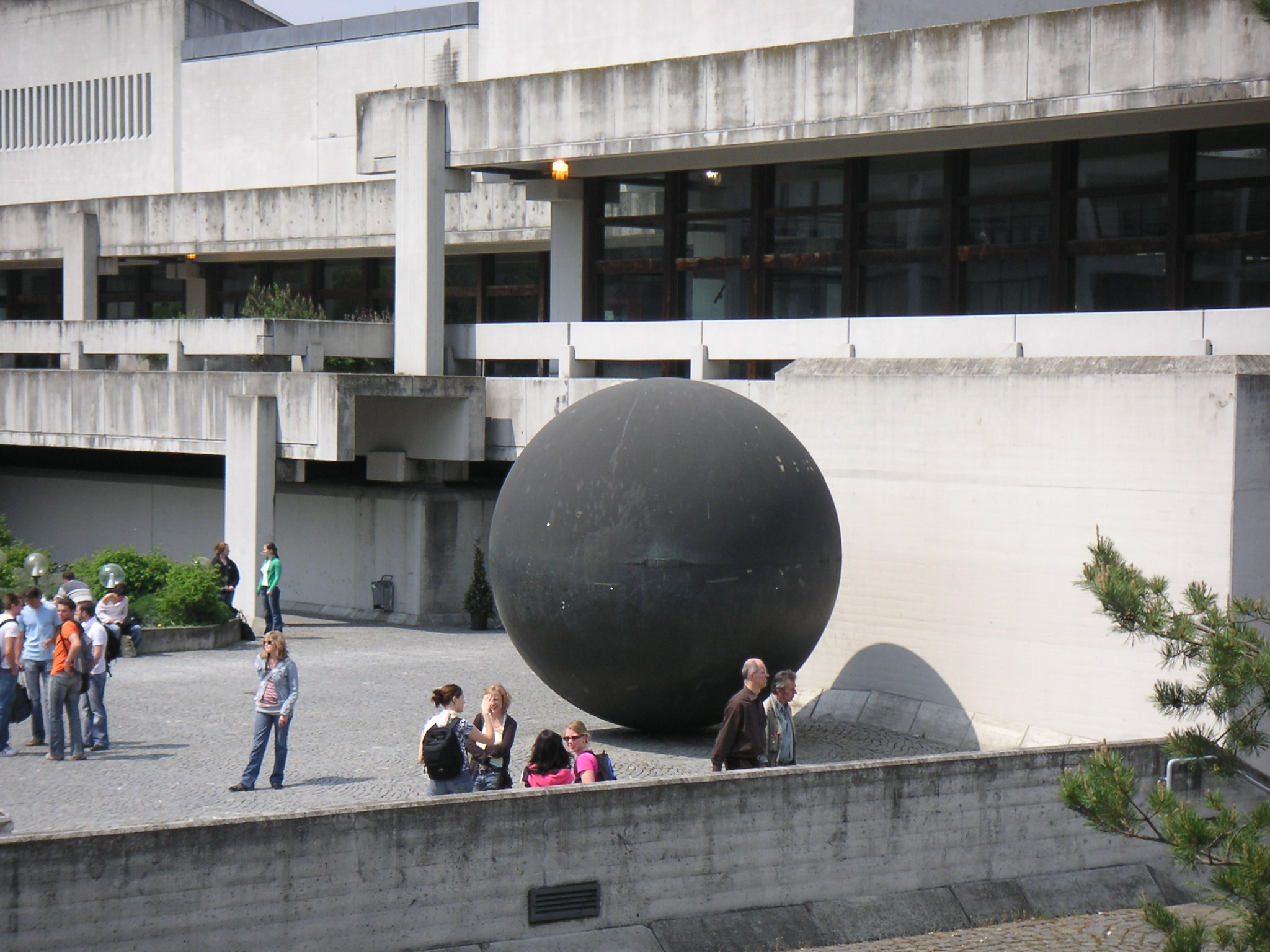
雕塑
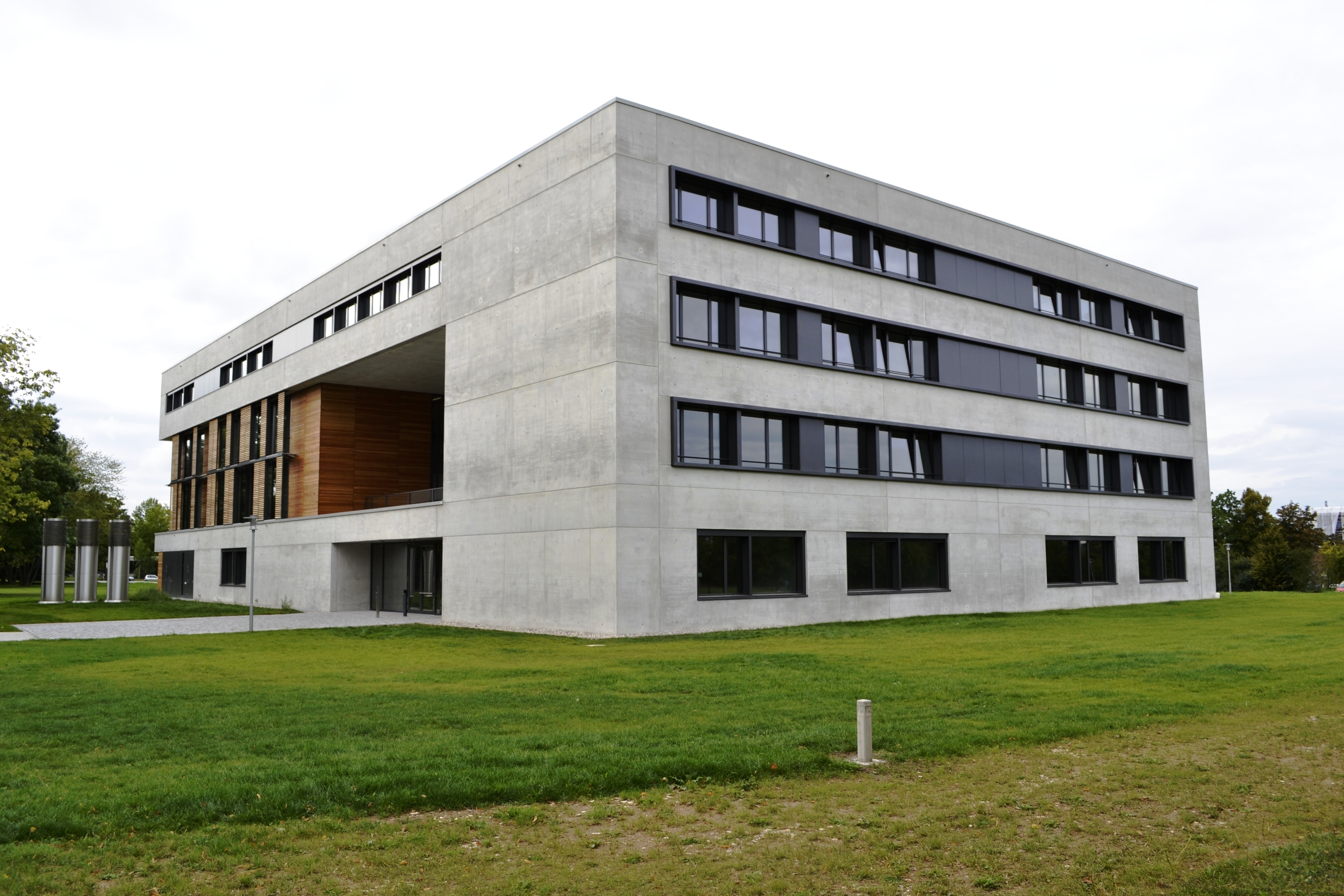
商学院